# Hymn Somalilandu
Samo ku waar (som. Długie życie z pokojem) – hymn państwowy nieuznawanej Republiki Somalilandu przyjęty w 1997 roku. Autorem hymnu (muzyka i słowa) jest Hassan Sheikh Mumin.

## Tekst
Samo ku waar, samo ku waar, saamo ku waar
Sarreeye calanka sudhan bilay dhulkiisaa,
Samo ku waariyoo iyo bogaadin sugan
Hanbalyo suuban kugu salaannee saamo ku waar
Geesiyaashii naftooda u sadqeeyay qarannimada Somaliland
Xuskooda dhowrsan kugu salaannee samo ku waar
Guulside xanbaarsan soo noqoshadiisa
kalsooniduu mutaystayee dastuurka ku salaannee
Midnimo walaalnimo goobanimo islaanimo kugu salaanee samow samidiyo
samo ku waar samo ku waar saamo ku waar